# Vietodiaptomus hatinhensis
Vietodiaptomus hatinhensis is een eenoogkreeftjessoort uit de familie van de Diaptomidae. De wetenschappelijke naam van de soort is voor het eerst geldig gepubliceerd in 1977 door Dang.